# Extincția Permian-Triasic
Graficul albastru prezintă procentajul aparent (nu numărul absolut) de genuri de animale marine pe cale de dispariție în timpul unui interval de timp dat. Nu reprezintă toate speciile marine, doar speciile marine fosilizate. Primele 5 exticții ca mărime au legături pentru mai multe detalii. 
Sursa și informații despre grafic
Extincția Permian–Triasic (P–Tr), colocvial cunoscută drept Moartea cea Mare sau Marea Extincție din Permian, a avut loc acum aproximativ 252 milioane de ani, formând limita dintre perioadele geologice Permian și Triasic, precum și epocile paleozoice și mezozoice. Este cea mai mare extincție în masă cunoscută din istoria Pământului, în care 96% din toate speciile marine și 70% din vertebratele terestre au dispărut. Este singura extincție în masă cunoscută și pentru insecte. În jur de 57% din toate familiile și 85% din toate genurile au dispărut. Din cauza biodiveristății pierdute, recuperarea vieții de pe Pământ a avut loc într-un interval de timp semnificativ mai mare decât după orice altă extincție în masă, posibil până la 10 milioane de ani.

## Datarea extincției
Până în anul 2000, s-a crezut că secvențele de rocă care acoperă granița Permian-Triasic erau prea puține și conțineau prea multe lacune pentru oamenii de știință pentru a determina în mod fiabil detaliile sale. 
Bazat pe înaltă precizie a datelor U-Pb zirconiu pentru cinci straturi de cenușă vulcanică din Stratotype, extincția a avut loc între 251.941 ± 0.037 și 251.880 ± 0.031 milioane de ani în urmă, o durată de 60.000 de ani. O mare (aproximativ 0,9%) scădere globală bruscă a raportului izotopului stabil Carbon-13 la Carbon-12 coincide cu această extincție. și este uneori folosită pentru a identifica în roci granița Permian-Triasic.
S-a sugerat că limita Permian-Triasic este asociată cu o creștere bruscă în abundență de ciuperci marine și terestre, cauzate de creșterea bruscă a cantității de plante moarte și animale hrănite de către fungi. Pentru un timp, acest "vârf de fungi" a fost folosit de unii paleontologi pentru a identifica granița Permian-Triasic în rocile care nu sunt potrivite pentru datare radiometrică sau din care lipsesc fosilele, dar chiar și cei care au propus această ipoteză au subliniat că vârful de fungi este posibil să fi fost un fenomen repetitiv creat de ecosistemul post-extincție în Triasicul târziu. Ipoteza a fost criticată din mai multe motive, printre care: Reduviasporonites  cel mai frecvent presupus spor fungic, a fost de fapt o algă fosilizată; vârful de fungi nu apare în întreaga lume și în multe locuri nu a căzut pe granița Permian-Triasic.
Unele dovezi sugerează că au existat mai multe impulsuri de extincție sau că extincția s-a răspândit de-a lungul a câtorva milioane de ani, cu un vârf ascuțit în ultimele milioane de ani de Permian. O teorie mai veche, încă susținută în unele lucrări recente, este că au existat două impulsuri majore de extincție de 9,4 milioane de ani, separate printr-o perioadă de extincții mult peste nivelul de fond, și că extincția finală a ucis doar aproximativ 80% din speciile marine vii la acel moment, în timp ce alte pierderi au avut loc în timpul primului impuls sau în intervalul dintre impulsuri.
Conform unui studiu al cercetătorilor de la Universitatea Calgary din Canada, Marea Extincție din Permian a fost consecința unei serii importante de erupții vulcanice, care ar fi revărsat mai întâi în atmosferă cantități importante de cenușă. Ei au descoperit în rocile din actuala regiune arctică din Canada straturi semnificative de cenușă din cărbune corespunzătoare stratificărilor geologice datând din epoca respectivă. Vulcanii aflați la originea catastrofei erau cei din formația cunoscută sub numele de "Siberian Traps", o zona care în prezent își are centrul în orașul siberian Tura, extinzându-se până la Yakutsk, Norilsk și Irkutsk, pe o suprafață de circa 2 milioane km pătrați, cam cât este întreaga suprafață a Europei.